# Bidens bipinnata
La forbicina bipennata (nome scientifico  Bidens bipinnata  L., 1753) è una specie di pianta angiosperma dicotiledone della famiglia delle Asteraceae (sottofamiglia Asteroideae, tribù Coreopsideae e sottotribù Coreopsidinae).

## Etimologia
L'etimologia del nome generico (Bidens) deriva da due parole latine ”bis” (= due volte) e “dens” (= dente) e si riferisce alle setole degli acheni di alcune specie di questo genere formate da due denti appuntiti. L'epiteto specifico (bipinnata) deriva dal latino "bipinnatus".
Il nome scientifico della specie è stato definito dal botanico Carl Linnaeus (1707-1778) nella pubblicazione " Species Plantarum" (  Sp. Pl. 2: 832) del 1753.

## Descrizione

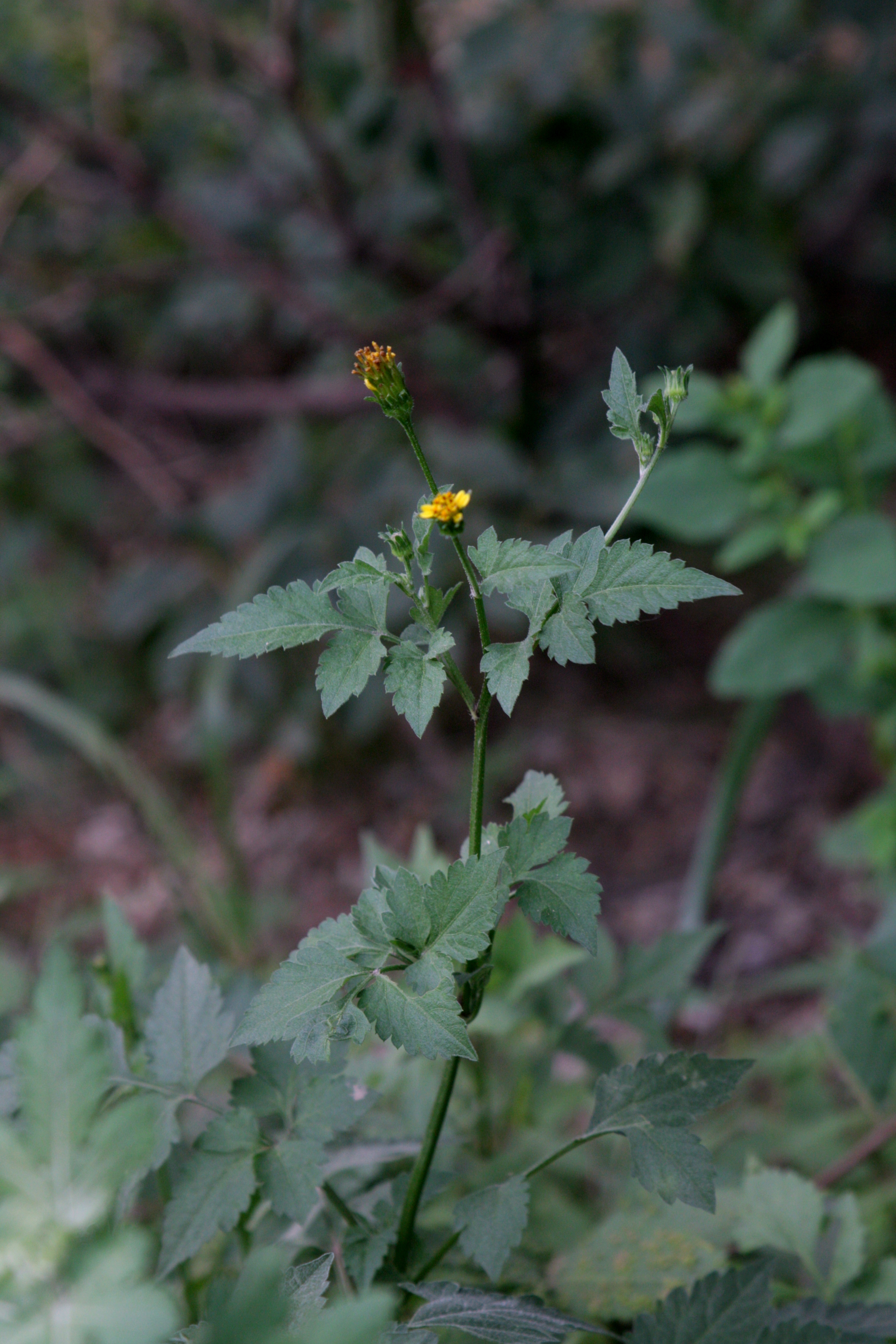
Il portamento

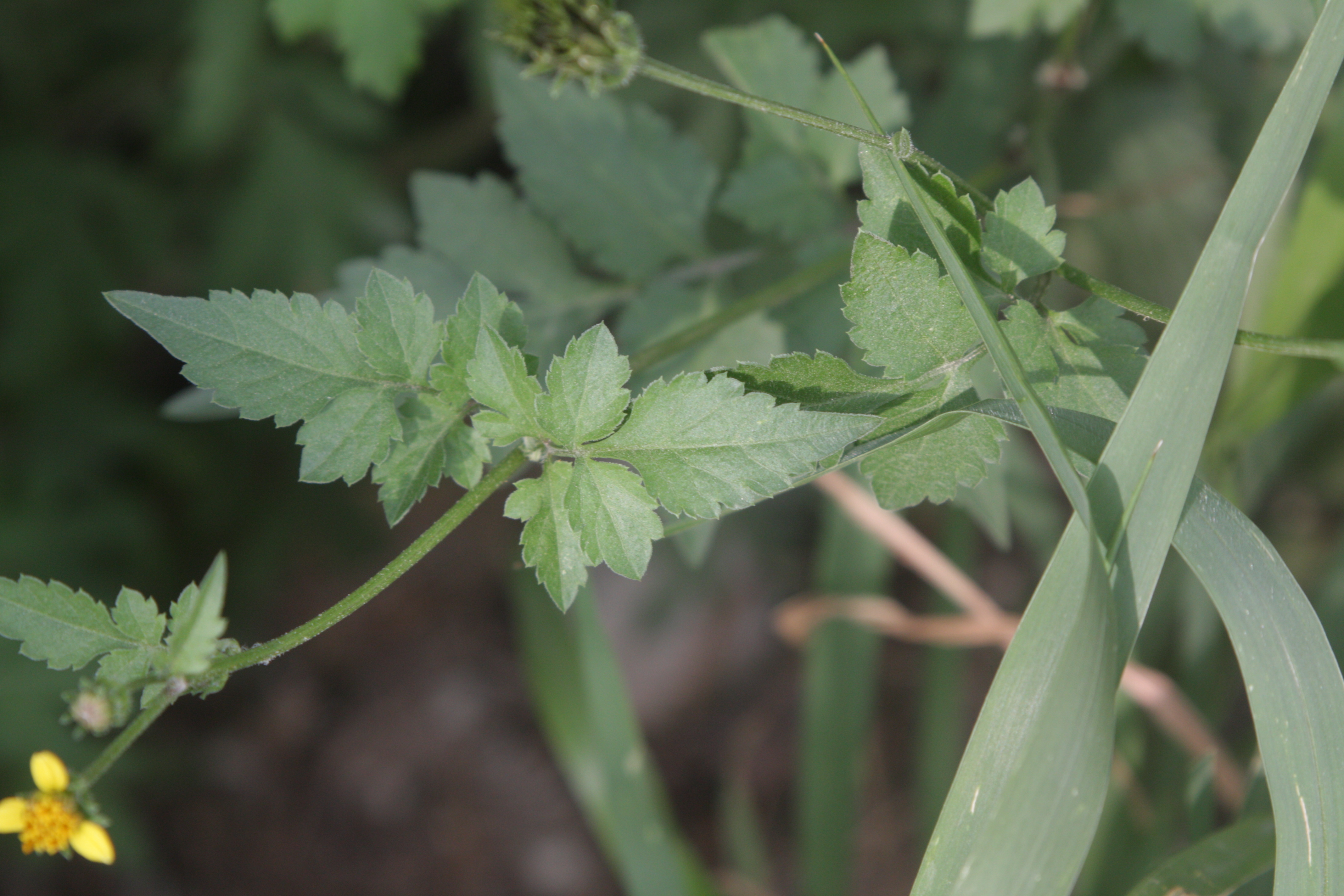
Le foglie

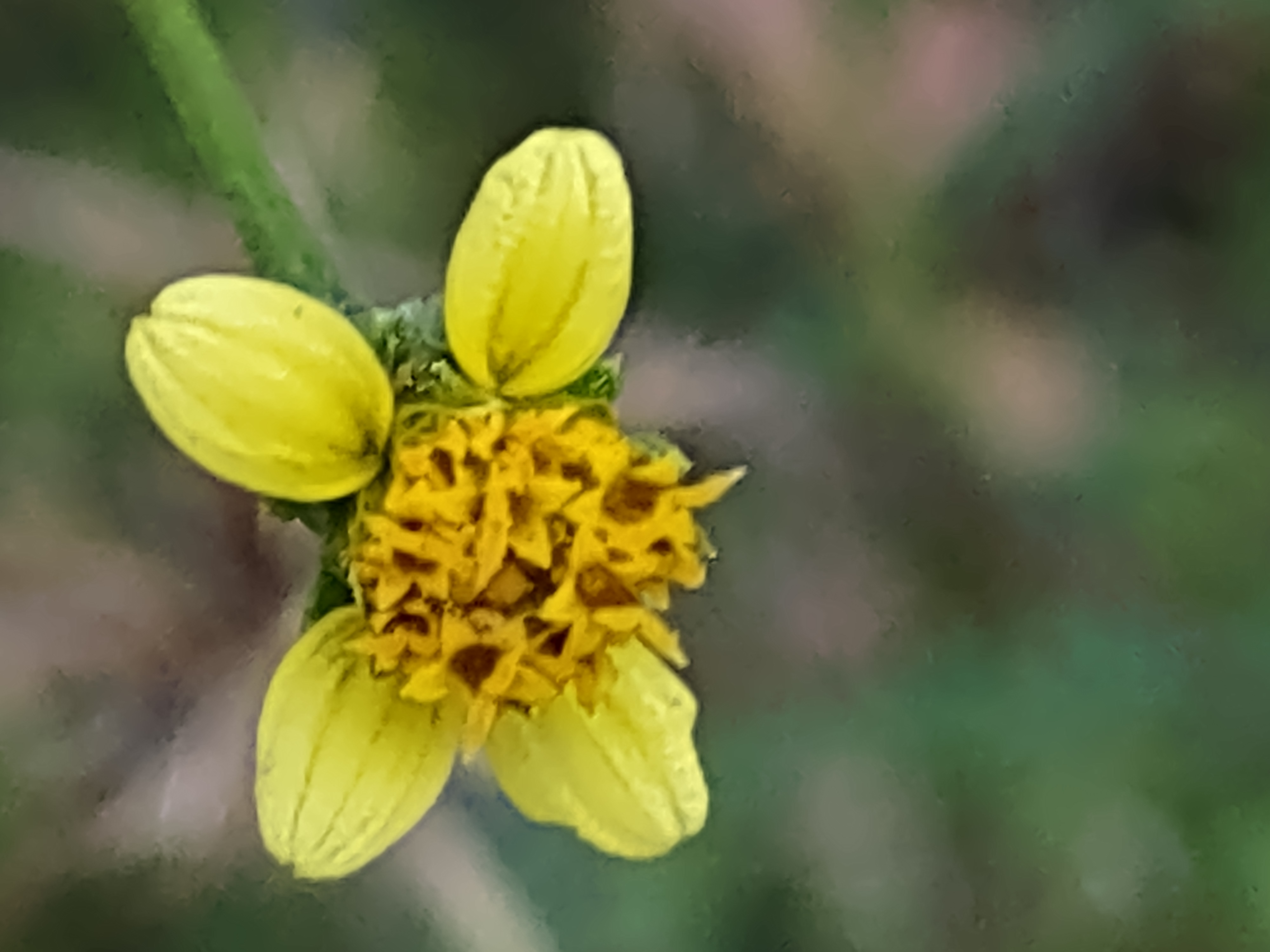
I fiori

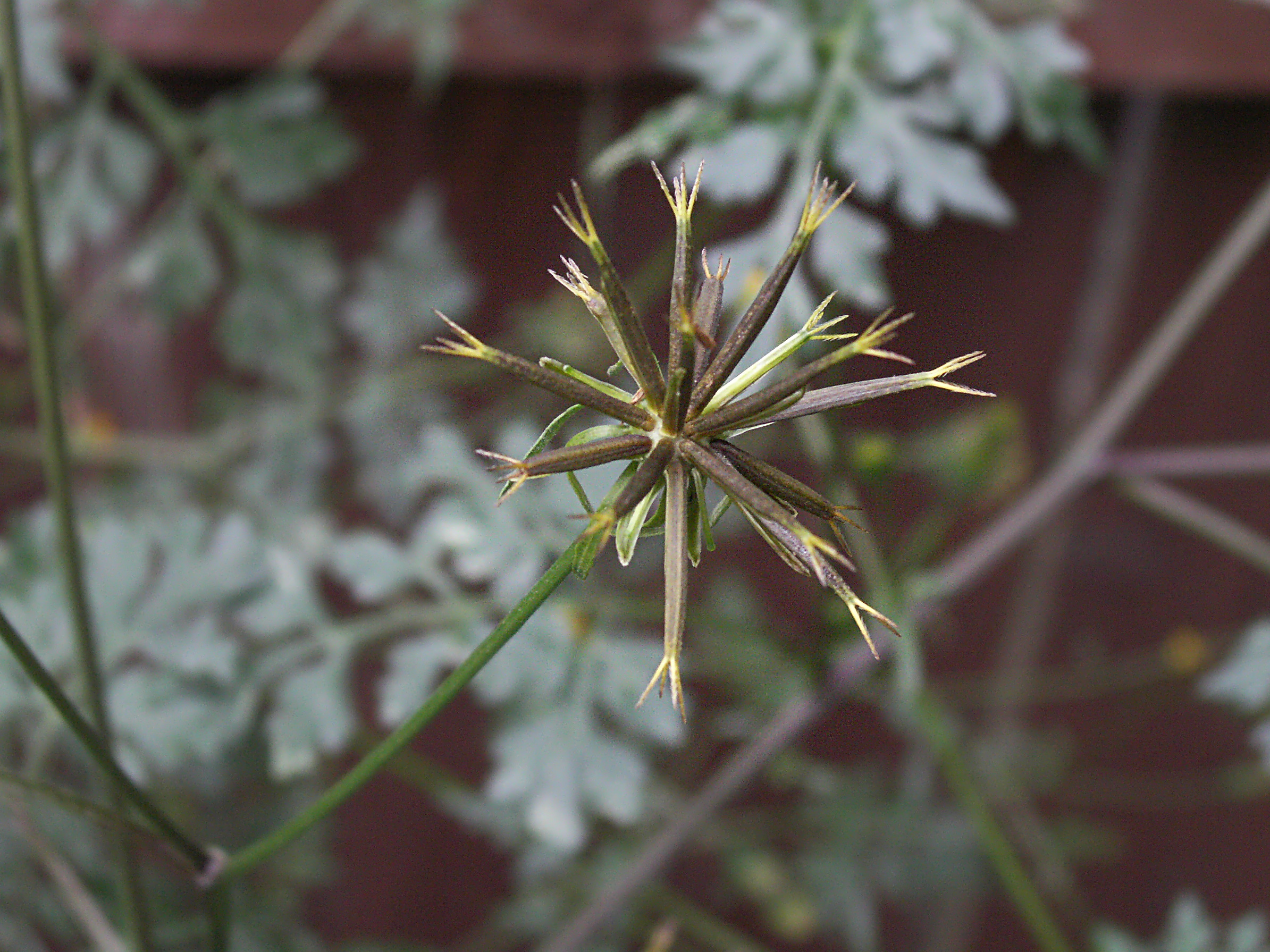
Gli acheni

Portamento.  Il ciclo biologico di questa specie è annuo. La forma biologica prevalente è terofita scaposa (T scap), ossia sono piante erbacee che differiscono dalle altre forme biologiche poiché, essendo annuali, superano la stagione avversa sotto forma di seme. 
Radici. Le radici in genere sono secondarie da fittone.
Fusto. 
- Parte ipogea: la parte sotterranea e di tipo fittonante o eventualmente rizomatosa.
- Parte epigea: la parte aerea del fusto è eretta, ascendente, tubulosa (a sezione quadrangolare), glabra e ramificata ma non molto fogliosa. Altezza media: 3-8 dm.

Foglie. Le foglie sono picciolate o sessili e a disposizione opposta lungo il caule. La lamina è 2-pennatosetta a contorno ovato; i segmenti sono profondamente lobati con forme romboidali, il segmento terminale è lesiniforme. Dimensione delle foglie: 6-10 x 10-17 cm.
Infiorescenza. Le sinflorescenze sono formate da capolini terminali, raramente ascellari, disposti in forme panicolate aperte o qualche volta raggruppati in cime corimbose. Le infiorescenze vere e proprie sono composte da un capolino peduncolato generalmente di tipo radiato, con fiori eterogami. I capolini sono formati da un involucro, con forme cilindriche, composto da diverse brattee al cui interno un ricettacolo fa da base ai fiori di due tipi: fiori del raggio e fiori del disco. Le brattee spesso sono dimorfe su due serie (involucro doppio) e hanno dimensioni scalate. La serie esterna è formata da brattee fogliacee verdi (erbacee), patenti e raggianti a forma oblunga; la serie interna è membranosa, scariosa e striata. I ricettacoli, strutture alla base dei fiori, sono piani o convessi e sono provvisti di pagliette a protezione dei fiori stessi. Diametro dei capolini: 1 cm. Dimensioni dell'involucro: 5 x 6 cm.
Fiori.  I fiori sono tetra-ciclici (formati cioè da 4 verticilli: calice – corolla – androceo – gineceo) e pentameri (calice e corolla formati da 5 elementi). Si distinguono in:
- fiori del raggio (esterni): (da 3 a 4) sono femminili, sterili (raramente fertili) e sono disposti su una sola serie; la forma è ligulata (zigomorfa);
- fiori del disco (centrali): (fino a 20) hanno forme brevemente tubulose (attinomorfe); sono ermafroditi.

- Formula fiorale:

*/x K {\displaystyle \infty }, [C (5), A (5)], G 2 (infero), achenio 
- Calice: i sepali del calice sono ridotti ad una coroncina di squame.

- Corolla:

- fiori del raggio: la forma della corolla alla base è più o meno tubulosa-imbutiforme, mentre all'apice è ligulata; di solito sono colorate di giallo-bianco; le ligule sono bilobate o trilobate; lunghezza delle ligule: 3 x 6 mm.
- fiori del disco: la forma è tubulare bruscamente divaricata in 3-5 lobi o denti; il tubo è breve o di lunghezza uguale alla gola; il colore è giallo-arancio intenso; lunghezza del tubo: 5 mm.

- Androceo: l'androceo è formato da 5 stami sorretti da filamenti generalmente liberi; gli stami sono connati e formano un manicotto circondante lo stilo.[6] Le appendici delle antere hanno delle forme ottuse/ovate e sono barbate. I canali resinosi possono oppure non essere presenti. Il tessuto endoteciale (rivestimento interno dell'antera) è quasi sempre polarizzato (con due superfici distinte: una verso l'esterno e una verso l'interno). Il polline è sferico con un diametro medio di circa 25 micron;  è tricolporato (con tre aperture sia di tipo a fessura che tipo isodiametrica o poro) ed è echinato (con punte sporgenti).

- Gineceo: l'ovario è infero uniloculare formato da 2 carpelli concresciuti e contenente un solo ovulo.[11] I bracci dello stilo (gli stigmi) sono pubescenti filiformi con lunghe linee stigmatiche.

- Antesi: da luglio a settembre.

Frutti. I frutti sono degli acheni allungati (lineari), obcompressi, a tre o quattro angoli, oppure da obovoidi a oblunghi. Sono secchi, con parete sottile strettamente appressata attorno ad un unico seme e con un pappo munito di alcune reste rigide e diverse setole spinate retrorse. Il colore è nerastro o marrone. La superficie può essere sia liscia che bitorzoluta. Il pappo è formato da 3-4 reste descritte sopra. Dimensione dell'achenio: 9 mm. Lunghezza delle reste: 3 mm.

## Biologia
Impollinazione: tramite insetti (impollinazione entomogama tramite farfalle diurne e notturne).

Riproduzione: la fecondazione avviene fondamentalmente tramite l'impollinazione dei fiori.

Dispersione: i semi cadono a terra e vengono dispersi soprattutto da insetti come formiche (disseminazione mirmecoria). Un altro tipo di dispersione è zoocoria: gli uncini delle brattee dell'involucro (se presenti) si agganciano ai peli degli animali di passaggio che portano così i semi anche su lunghe distanze. Inoltre per merito del pappo (se presente) il vento può trasportare i semi anche per alcuni chilometri (disseminazione anemocora).

## Distribuzione e habitat

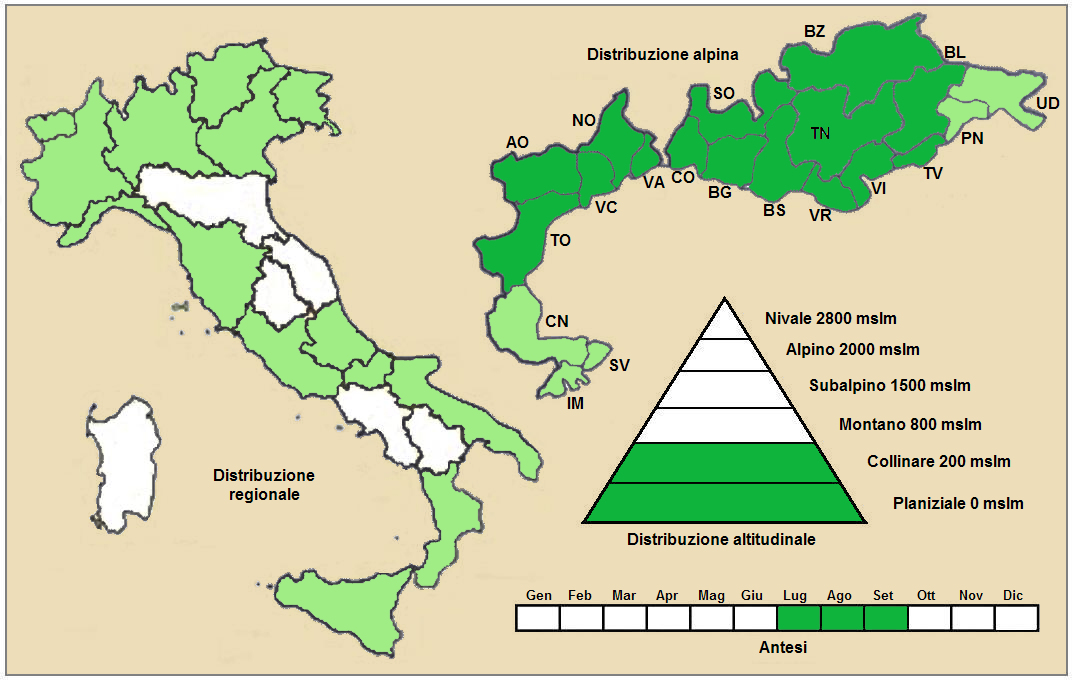
Distribuzione della pianta (Distribuzione regionale – Distribuzione alpina)

Geoelemento: il tipo corologico (area di origine) è   Nord-americano / Est Asiatico. La Bidens bipinnata è probabilmente originaria dell'Asia orientale e introdotta in Sud America, Europa, Asia e isole del Pacifico.

Distribuzione: in Italia questa specie è naturalizzata su tutto il territorio. Fuori dall'Italia, sempre nelle Alpi, questa specie si trova in Francia, Svizzera, e Austria. Altrove si trova in USA e Canada entrambi orientali; inoltre è naturalizzata in varie parti del globo terrestre.

Habitat: l'habitat tipico per queste piante sono incolti e orti. Il substrato preferito è calcareo ma anche siliceo con pH neutro, alti valori nutrizionali del terreno che deve essere mediamente umido. 

Distribuzione altitudinale: sui rilievi, in Italia, queste piante si possono trovare fino a 500 m s.l.m.; nelle Alpi frequentano quindi i seguenti piani vegetazionali: collinare (oltre a quello planiziale). 

## Fitosociologia
Dal punto di vista fitosociologico alpino la specie di questa voce appartiene alla seguente comunità vegetale:
Formazione: delle comunità terofiche pioniere nitrofile
Classe: Stellarienea mediae

## Sistematica
La famiglia di appartenenza di questa voce (Asteraceae o Compositae, nomen conservandum) probabilmente originaria del Sud America, è la più numerosa del mondo vegetale, comprende oltre 23.000 specie distribuite su 1.535 generi, oppure 22.750 specie e 1.530 generi secondo altre fonti (una delle checklist più aggiornata elenca fino a 1.679 generi). La famiglia attualmente (2021) è divisa in 16 sottofamiglie; la sottofamiglia Asteroideae è una di queste e rappresenta l'evoluzione più recente di tutta la famiglia.

### Filogenesi
La specie di questa voce è descritta nella sottotribù Coreopsidinae caratterizzata da capolini sotteso da una (o più) brattee fogliacee, da foglie con una disposizione opposta e da bracci dello stilo più corti dell'area stigmatica, e nel genere Bidens caratterizzato da fiori del disco bisessuali, da bracci dello stilo privi di larghe appendici papillose e da acheni con reste spinose.
Sandro Pignatti nella "Flora d'Italia" suddivide le specie italiane di Bidens in 5 gruppi. Bidens bipinnata fa parte del quarto gruppo (D) caratterizzato da acheni lanceolati e appiattiti, da capolini a portamento eretto e foglie 2-pennatosette.
I caratteri distintivi della specie  B. bipinnata sono:
- le foglie sono doppiamente pennate;
- i lobi di secondo ordine delle foglie hanno delle forme da romboidali a largamente lanceolate.

Il numero cromosomico delle specie di questa voce è: 2n = 48.

### Sinonimi
Sono elencati alcuni sinonimi per questa entità:
- Bidens pilosa var. bipinnata (L.) Hook.f.
- Bidens bipinnata var. biternatoides  Sherff
- Bidens bipinnata var. minor  Memm.
- Bidens bipinnata var. simplicior  F.Muell.
- Bidens cicutifolia  Tausch
- Bidens decomposita  Wall. ex DC.
- Bidens elongata  Tausch
- Bidens fervida  Colla
- Bidens myrrhidifolia  Tausch
- Bidens pilosa var. decomposita  (Wall. ex DC.) Hook.f.
- Kerneria bipinnata  Gren. & Godr.